# Hydromantes brunus
Espèce
Statut de conservation UICN

 VU D2 : Vulnérable
Hydromantes brunus est une espèce d'urodèles de la famille des Plethodontidae.

## Description
Les individus des deux sexes mesurent environ 125 mm de long. Il arbore un aspect brillant et métallique, dû à des tâches jaune doré réparties sur son corps pourpre.

## Répartition
Cette espèce est endémique de Californie aux États-Unis. Elle se rencontre entre 300 et 760 m d'altitude dans le comté de Mariposa.

## Publication originale
- Gorman, 1954 : A new species of salamander from central California. Herpetologica, vol. 10, p. 153-158.